# Evropská liga UEFA 2023/2024
Sezóna Evropské ligy UEFA 2023/2024 byla 53. ročníkem druhé nejprestižnější evropské klubové fotbalové soutěže a 15. od zavedení nového formátu a přejmenování z Poháru UEFA na Evropskou ligu UEFA. Zároveň byla 3. sezónou po změně hracího formátu, kdy byla zavedena nová soutěž – Evropská konferenční liga. 
Finále se odehrálo na stadionu Aviva Stadium v Dublinu, hlavním městě Irska.
Tento ročník byl posledním v režimu 32 týmů, které se účastní základních skupin. Od následujícího roku bude nový formát, který UEFA oznámila.
Vítěz, Atalanta se automaticky kvalifikoval do skupinové fáze Ligy mistrů UEFA 2024/25 a také získal právo účasti v zápase o Superpohár UEFA 2024.

## Účastnická místa
Celkem 57 týmů z 31–36 z celkových 55 členských států UEFA se účastnilo Evropské ligy UEFA 2023/24. Celkem 15 členských zemí má týmy přímo kvalifikované do soutěže, dalších 40 zemí nemá přímou možnost zúčastnit se této soutěže. Přibližně 15 až 20 asociací bude mít zastoupení v soutěži tak, že jejich týmy sem budou přesunuty z Ligy mistrů. Jedinou výjimkou jsou Lichtenštejnsko, které nemá svou vlastní ligovou soutěž a vítěz domácího poháru se kvalifikuje do Evropské konferenční ligy; a Rusko, jehož týmy UEFA vyloučila ze soutěží. Země získaly účastnická místa dle koeficientů UEFA:
- Pro asociace na umístěních 1–5 jsou vyčleněna dvě účastnická místa.
- Pro asociace na umístěních 6–15 je vyčleněno jedno účastnické místo.
- Dále se do Evropské ligy postupně přesune 36 týmů vyřazených z Ligy mistrů UEFA 2023/2024.
- Jedno místo má vyhrazeno i úřadující vítěz Evropské konferenční ligy.

### Žebříček UEFA
Pořadí zemí je určeno žebříčkem zemí UEFA na konci sezóny 2021/22:
| #  | Asociace    | Koef.   | Týmy |
| -- | ----------- | ------- | ---- |
| 1  | Anglie      | 106,641 | 2    |
| 2  | Španělsko   | 96,141  | 2    |
| 3  | Itálie      | 76,902  | 2    |
| 4  | Německo     | 75,213  | 2    |
| 5  | Francie     | 60,081  | 2    |
| 6  | Portugalsko | 53,382  | 1    |
| 7  | Nizozemsko  | 49,300  | 1    |
| 8  | Rakousko    | 38,850  | 1    |
| 9  | Skotsko     | 36,900  | 1    |
| 10 | Rusko       | 34,482  | 0    |
| 11 | Srbsko      | 33,375  | 1    |
| 12 | Ukrajina    | 31,800  | 1    |
| 13 | Belgie      | 30,600  | 1    |
| 14 | Švýcarsko   | 29,675  | 1    |
| 15 | Řecko       | 28,200  | 1    |
| 16 | Česko       | 27,800  | 1    |
| 17 | Norsko      | 27,250  | 0    |
| 18 | Dánsko      | 27,175  | 0    |
| 19 | Chorvatsko  | 27,150  | 0    |

| #  | Asociace            | Koef.  | Týmy |
| -- | ------------------- | ------ | ---- |
| 20 | Turecko             | 27,100 | 0    |
| 21 | Kypr                | 26,375 | 0    |
| 22 | Israel              | 24,375 | 0    |
| 23 | Švédsko             | 22,875 | 0    |
| 24 | Bulharsko           | 19,500 | 0    |
| 25 | Rumunsko            | 17,150 | 0    |
| 26 | Ázerbájdžán         | 17,000 | 0    |
| 27 | Maďarsko            | 16,375 | 0    |
| 28 | Polsko              | 15,875 | 0    |
| 29 | Kazachstán          | 15,750 | 0    |
| 30 | Slovensko           | 15,625 | 0    |
| 31 | Slovinsko           | 15,000 | 0    |
| 32 | Bělorusko           | 12,500 | 0    |
| 33 | Moldavsko           | 11,250 | 0    |
| 34 | Litva               | 10,000 | 0    |
| 35 | Bosna a Hercegovina | 9,125  | 0    |
| 36 | Finsko              | 8,875  | 0    |
| 37 | Lucembursko         | 8,750  | 0    |
| 38 | Lotyšsko            | 8,625  | 0    |

| #  | Asociace          | Koef. | Týmy |
| -- | ----------------- | ----- | ---- |
| 39 | Kosovo            | 8,166 | 0    |
| 40 | Irsko             | 8,125 | 0    |
| 41 | Arménie           | 8,125 | 0    |
| 42 | Severní Irsko     | 8,083 | 0    |
| 43 | Albánie           | 8,000 | 0    |
| 44 | Faerské ostrovy   | 7,250 | 0    |
| 45 | Estonsko          | 7.041 | 0    |
| 46 | Malta             | 7,000 | 0    |
| 47 | Gruzie            | 7,000 | 0    |
| 48 | Severní Makedonie | 7,000 | 0    |
| 49 | Lichtenštejnsko   | 6,500 | 0    |
| 50 | Wales             | 5,500 | 0    |
| 51 | Gibraltar         | 5,416 | 0    |
| 52 | Island            | 5,375 | 0    |
| 53 | Černá Hora        | 4,875 | 0    |
| 54 | Andorra           | 4,665 | 0    |
| 55 | San Marino        | 1,332 | 0    |

### Rozdělení týmů
Níže je uvedena tabulka s rozdělením týmů do kvalifikačních kol a skupinové fáze.
|                                               |                                               | Týmy vstupující do tohoto kola | Týmy postupující z předchozího kola                                                     | Týmy vstupující z Ligy mistrů |
| --------------------------------------------- | --------------------------------------------- | --- | --------------------------------------------------------------------------------------- | --- |
| 3. předkolo 14 týmů                           | Mistrovská část (10 týmů)                     | |                                                                                         | - 10 poražených z 2. předkola mistrovské části LM                                                                                                |
| 3. předkolo 14 týmů                           | Nemistrovská část (4 týmů)                    | - 2 vítězové poháru z asociací na 14.–16. místě |                                                                                         | - 2 poražení z 2. předkola nemistrovské části LM                                                                                                 |
| 4. předkolo (20 týmů)                         | 4. předkolo (20 týmů)                         | - 7 vítězů poháru z asociací na 7.–13. místě (kromě Ruska) | - 5 vítězů z 3. předkola mistrovské části - 2 vítězové z 3. předkola nemistrovské části | - 6 poražených z 3. předkola mistrovské části LM                                                                                                 |
| Skupinová fáze (32 týmů)                      | Skupinová fáze (32 týmů)                      | - Vyhrazené místo pro úřadujícího vítěze Evropské konferenční ligy - 6 pohárových vítězů z asociací na 1.–6. místě - 1 tým ze 4. místa asociace na 5. místě - 4 týmy z 5. místa asociací na 1.–4. místě | - 10 vítězů z 4. předkola                                                               | - 4 poražení z 3. předkola nemistrovské části LM - 2 poražení z 4. předkola mistrovské části LM - 4 poražení z 4. předkola nemistrovské části LM |
| Vyřazovací fáze – předkolo play-off (16 týmů) | Vyřazovací fáze – předkolo play-off (16 týmů) | | - 8 týmů z 2. míst základních skupin                                                    | - 8 týmů ze 3. míst základních skupin LM |
| Vyřazovací fáze – play-off (16 týmů)          | Vyřazovací fáze – play-off (16 týmů)          | | - 8 vítězů základních skupin - 8 vítězů předkola play-off                               | |

### Týmy
Týmy kvalifikované do Evropské ligy UEFA 2023/24 seřazeny podle kol do kterých vstoupily. V závorkách důvod kvalifikace:
Popisky v závorkách ukazují z jaké pozice se tým kvalifikoval do soutěže :
- VP: Vítěz domácího poháru
- 4., 5. atd.: Umístění v lize
- LM: Vstup z Ligy mistrů
- EKL: Vítěz předchozího ročníku Evropské konferenční ligy
  - 3S: 3. místo ve skupinové fázi
  - P4: Poražení ze 4. předkola
  - P3: Poražení ze 3. předkola
  - P2: Poražení ze 2. předkola
  - MČ: mistrovská část
  - NČ: nemistrovská část

| Vstup             | Vstup             | Týmy                     | Týmy                         | Týmy                        | Týmy                       |
| ----------------- | ----------------- | ------------------------ | ---------------------------- | --------------------------- | -------------------------- |
| Předkolo play-off | Předkolo play-off | Galatasaray (LM 3S)      | Lens (LM 3S)                 | Braga (LM 3S)               | Benfica (LM 3S)            |
| Předkolo play-off | Předkolo play-off | Feyenoord (LM 3S)        | Milán (LM 3S)                | Young Boys (LM 3S)          | Šachtar Doněck (LM 3S)     |
|                   |                   |                          |                              |                             |                            |
| Základní skupina  | Základní skupina  | West Ham United (EKL)    | Liverpool (5.)               | Brighton & Hove Albion (6.) | Villarreal (5.)            |
| Základní skupina  | Základní skupina  | Real Betis (6.)          | Atalanta (5.)                | Řím (6.)                    | SC Freiburg (5.)           |
| Základní skupina  | Základní skupina  | Bayer Leverkusen (6.)    | Toulouse (VP)                | Rennais (4.)                | Sporting CP (4.)           |
| Základní skupina  | Základní skupina  | Rangers (LM P4-MČ)       | AEK Athény (LM P4-MČ)        | Panathinaikos (LM P4-MČ)    | Molde (LM P4-NČ)           |
| Základní skupina  | Základní skupina  | Makabi Haifa (LM P4-MČ)  | Raków Częstochowa (LM P4-MČ) | Marseille (LM P3-NČ)        | Sturm Graz (LM P3-NČ)      |
| Základní skupina  | Základní skupina  | TSC (LM P3-NČ)           | Servette (LM P3-NČ)          |                             |                            |
|                   |                   |                          |                              |                             |                            |
| 4. předkolo       | 4. předkolo       | Ajax (3.)                | LASK (3.)                    | Aberdeen FC (3.)            | Čukarički (3.)             |
| 4. předkolo       | 4. předkolo       | Zorja Luhansk (3.)       | Union Saint-Gilloise (3.)    | Lugano (3.)                 | Sparta Praha (LM P3-MČ)    |
| 4. předkolo       | 4. předkolo       | Aris Limassol (LM P3-MČ) | Slovan Bratislava (LM P3-MČ) | Olimpija Lublaň (LM P3-MČ)  | KÍ (LM P3-MČ)              |
| 4. předkolo       | 4. předkolo       | Dinamo Záhřeb (LM P3-MČ) |                              |                             |                            |
|                   |                   |                          |                              |                             |                            |
| 3. předkolo       | Mistrovská část   | BK Häcken (LM P2-MČ)     | Ludogorec Razgrad (LM P2-MČ) | Karabach (LM P2-MČ)         | Astana (LM P2-MČ)          |
| 3. předkolo       | Mistrovská část   | BATE Borisov (LM P2-MČ)  | Šeriff Tiraspol (LM P2-MČ)   | Žalgiris (LM P2-MČ)         | Zrinjski Mostar (LM P2-MČ) |
| 3. předkolo       | Mistrovská část   | HJK (LM P2-MČ)           | Breiðablik (LM P2-MČ)        |                             |                            |
| 3. předkolo       | Nemistrovská část | Olympiakos (3.)          | Slavia Praha (VP)            | SK Dnipro-1 (LM P2-NČ)      | Genk (LM P2-NČ)            |

Poznámky
1. ↑  Ukrajinský pohár 2022/23 byl kvůli invazi Ruska na Ukrajině zrušen. Místo tak přejde na 3. tým ligy.

## Termíny
Termíny pro odehrání jednotlivých kol a jejich losování jsou uvedeny níže. Pokud není uvedeno jinak, los probíhá vždy v Nyonu, ve Švýcarsku, v sídle UEFA.
| Fáze            | Kolo              | Datum losování    | První zápasy       | Druhé zápasy       |
| --------------- | ----------------- | ----------------- | ------------------ | ------------------ |
| Kvalifikace     | 3. předkolo       | 24. července 2023 | 10. srpna 2023     | 17. srpna 2023     |
| Kvalifikace     | 4. předkolo       | 7. srpna 2023     | 24. srpna 2023     | 31. srpna 2023     |
| Skupinová fáze  | 1. kolo           | 1. září 2023      | 21. září 2023      | 21. září 2023      |
| Skupinová fáze  | 2. kolo           | 1. září 2023      | 5. října 2023      | 5. října 2023      |
| Skupinová fáze  | 3. kolo           | 1. září 2023      | 26. října 2023     | 26. října 2023     |
| Skupinová fáze  | 4. kolo           | 1. září 2023      | 9. listopadu 2023  | 9. listopadu 2023  |
| Skupinová fáze  | 5. kolo           | 1. září 2023      | 30. listopadu 2023 | 30. listopadu 2023 |
| Skupinová fáze  | 6. kolo           | 1. září 2023      | 14. prosince 2023  | 14. prosince 2023  |
| Vyřazovací fáze | Předkolo play-off | 18. prosince 2023 | 15. února 2024     | 22. února 2024     |
| Vyřazovací fáze | Play-off          | 23. února 2024    | 7. března 2024     | 14. března 2024    |
| Vyřazovací fáze | Čtvrtfinále       | 15. března 2023   | 11. dubna 2024     | 18. dubna 2024     |
| Vyřazovací fáze | Semifinále        | 15. března 2023   | 2. května 2024     | 9. května 2024     |
| Vyřazovací fáze | Finále            | 15. března 2023   | 22. května 2024    | 22. května 2024    |

## Kvalifikace

### 3. předkolo
Los 3. předkola proběhl 24. července 2023.
Vítězové postoupili do 4. předkola. Poražení se přesunuli do své části 4. předkola Evropské konferenční ligy.

#### Mistrovská část
| Domácí v 1. zápase | Celkem | Hosté v 1. zápase | 1. zápas | 2. zápas |
| ------------------ | ------ | ----------------- | -------- | -------- |
| Žalgiris           | 1 : 8  | BK Häcken         | 1:3      | 0:5      |
| Karabach           | 4 : 2  | HJK               | 2:1      | 2:1      |
| Zrinjski Mostar    | 6 : 3  | Breiðablik        | 6:2      | 0:1      |
| Šeriff Tiraspol    | 7 : 3  | BATE Borisov      | 5:1      | 2:2      |
| Astana             | 3 : 6  | Ludogorec Razgrad | 2:1      | 1:5      |

#### Nemistrovská část
| Domácí v 1. zápase | Celkem | Hosté v 1. zápase | 1. zápas | 2. zápas |
| ------------------ | ------ | ----------------- | -------- | -------- |
| Olympiakos         | 2 : 1  | Genk              | 1:0      | 1:1      |
| Slavia Praha       | 4 : 1  | Dnipro-1          | 3:0      | 1:1      |

### 4. předkolo
Los 4. předkola proběhl 7. srpna 2023.
Vítězové postoupili do základních skupin Evropské ligy. Poražení se přesunuli do základních skupin Evropské konferenční ligy.
| Domácí v 1. zápase   | Celkem | Hosté v 1. zápase | 1. zápas | 2. zápas |
| -------------------- | ------ | ----------------- | -------- | -------- |
| Slavia Praha         | 3 : 2  | Zorja Luhansk     | 2:0      | 1:2      |
| Olympiakos           | 6 : 1  | Čukarički         | 3:1      | 3:0      |
| Union Saint-Gilloise | 3 : 0  | Lugano            | 2:0      | 1:0      |
| Ludogorec Razgrad    | 2 : 4  | Ajax              | 1:4      | 1:0      |
| BK Häcken            | 5 : 3  | Aberdeen          | 2:2      | 3:1      |
| LASK                 | 3 : 2  | Zrinjski Mostar   | 2:1      | 1:1      |
| KÍ                   | 2 : 3  | Šeriff Tiraspol   | 1:1      | 1:2      |
| Olimpija Lublaň      | 1 : 3  | Karabach          | 0:2      | 1:1      |
| Slovan Bratislava    | 4 : 7  | Aris Limassol     | 2:1      | 2:6      |
| Dinamo Záhřeb        | 4 : 5  | Sparta Praha      | 3:1      | 1:4      |

## Skupinová fáze
Skupinovou fázi Evropské ligy UEFA 2023/2024 bude hrát 32 týmů. Los proběhl 1. září 2023.
Celkem 32 týmů bude po losování rozděleno do 8 skupin po čtyřech účastnících. Týmy budou rozděleny do 4 výkonnostních košů dle pravidel:
- Do koše 1 je automaticky umístěn vítěz předchozího ročníku Evropské konferenční ligy, pokud si nezajistil místo ve vyšším evropském poháru ze své ligové soutěže. Tým West Ham United si jej nezajistil, proto bude umístěn do Koše 1.
- Ostatní týmy budou seřazeny dle svých klubových koeficientů.[4]
- Týmy ze stejné země nemohou být nalosovány do stejné skupiny.

Aris Limassol, Brighton & Hove Albion, BK Häcken, Raków Częstochowa, Servette a TSC se ve skupinové fázi představí poprvé. Všech šest klubů se zároveň premiérově představí ve skupinové fázi soutěže UEFA. Brighton se navíc do evropských pohárů kvalifikoval poprvé ve své historii.
Los
| Koš 1            | Koš 1   | Koš 2        | Koš 2  | Koš 3                  | Koš 3  | Koš 4             | Koš 4  |
| ---------------- | ------- | ------------ | ------ | ---------------------- | ------ | ----------------- | ------ |
| West Ham United  | 50.000  | Sporting CP  | 52.500 | Molde                  | 24.000 | Toulouse          | 12.232 |
| Liverpool        | 123.000 | Slavia Praha | 52.000 | Brighton & Hove Albion | 21.914 | AEK Athény        | 11.000 |
| Řím              | 97.000  | Rennes       | 44.000 | Šeriff Tiraspol        | 19.500 | TSC               | 6.475  |
| Ajax             | 89.000  | Olympiakos   | 39.000 | Union Saint-Gilloise   | 19.000 | Servette          | 6.335  |
| Villarreal       | 82.000  | Real Betis   | 37.000 | SC Freiburg            | 16.496 | Panathinaikos     | 5.045  |
| Bayer Leverkusen | 72.000  | LASK         | 36.000 | Sparta Praha           | 14.000 | Raków Częstochowa | 5.000  |
| Atalanta         | 55.500  | Marseille    | 33.000 | Makabi Haifa           | 13.000 | Aris Limassol     | 4.895  |
| Rangers          | 54.000  | Karabach     | 25.000 | Sturm Graz             | 12.500 | BK Häcken         | 4.750  |

Vysvětlivky ke skupinám
|  | Postup do osmifinále play-off                         |
|  | Postup do předkola play-off                           |
|  | Postup do předkola play-off Evropské konferenční ligy |

### Skupina A
| Poř. | Tým             | Z | V | R | P | VG | OG | B  |
| ---- | --------------- | - | - | - | - | -- | -- | -- |
| 1.   | West Ham United | 6 | 5 | 0 | 1 | 10 | 4  | 15 |
| 2.   | SC Freiburg     | 6 | 4 | 0 | 2 | 17 | 7  | 12 |
| 3.   | Olympiakos      | 6 | 2 | 1 | 3 | 11 | 14 | 7  |
| 4.   | TSC             | 6 | 0 | 1 | 5 | 6  | 19 | 1  |

### Skupina B
| Poř. | Tým                    | Z | V | R | P | VG | OG | B  |
| ---- | ---------------------- | - | - | - | - | -- | -- | -- |
| 1.   | Brighton & Hove Albion | 6 | 4 | 1 | 1 | 10 | 5  | 13 |
| 2.   | Marseille              | 6 | 3 | 2 | 1 | 14 | 10 | 11 |
| 3.   | Ajax                   | 6 | 1 | 2 | 3 | 10 | 13 | 5  |
| 4.   | AEK Athény             | 6 | 1 | 1 | 4 | 6  | 12 | 4  |

### Skupina C
| Poř. | Tým           | Z | V | R | P | VG | OG | B  |
| ---- | ------------- | - | - | - | - | -- | -- | -- |
| 1.   | Rangers       | 6 | 3 | 2 | 1 | 8  | 6  | 11 |
| 2.   | Sparta Praha  | 6 | 3 | 1 | 2 | 9  | 7  | 10 |
| 3.   | Real Betis    | 6 | 3 | 0 | 3 | 9  | 7  | 9  |
| 4.   | Aris Limassol | 6 | 1 | 1 | 4 | 7  | 13 | 3  |

### Skupina D
| Poř. | Tým               | Z | V | R | P | VG | OG | B  |
| ---- | ----------------- | - | - | - | - | -- | -- | -- |
| 1.   | Atalanta          | 6 | 4 | 2 | 0 | 12 | 4  | 14 |
| 2.   | Sporting CP       | 6 | 3 | 2 | 1 | 10 | 6  | 11 |
| 3.   | Sturm Graz        | 6 | 1 | 1 | 4 | 4  | 9  | 4  |
| 4.   | Raków Częstochowa | 6 | 1 | 1 | 4 | 3  | 10 | 4  |

1. 1 2  Srovnané výsledky v přímých soubojích. Celkový rozdíl branek slouží jako rozhodující faktor.

### Skupina E
| Poř. | Tým                  | Z | V | R | P | VG | OG | B  |
| ---- | -------------------- | - | - | - | - | -- | -- | -- |
| 1.   | Liverpool            | 6 | 4 | 0 | 2 | 17 | 7  | 12 |
| 2.   | Toulouse             | 6 | 3 | 2 | 1 | 8  | 9  | 11 |
| 3.   | Union Saint-Gilloise | 6 | 2 | 2 | 2 | 5  | 8  | 8  |
| 4.   | LASK                 | 6 | 1 | 0 | 5 | 6  | 12 | 3  |

### Skupina F
| Poř. | Tým           | Z | V | R | P | VG | OG | B  |
| ---- | ------------- | - | - | - | - | -- | -- | -- |
| 1.   | Villarreal    | 6 | 4 | 1 | 1 | 9  | 7  | 13 |
| 2.   | Rennes        | 6 | 4 | 0 | 2 | 13 | 6  | 12 |
| 3.   | Makabi Haifa  | 6 | 1 | 2 | 3 | 3  | 9  | 5  |
| 4.   | Panathinaikos | 6 | 1 | 1 | 4 | 7  | 10 | 4  |

### Skupina G
| Poř. | Tým             | Z | V | R | P | VG | OG | B  |
| ---- | --------------- | - | - | - | - | -- | -- | -- |
| 1.   | Slavia Praha    | 6 | 5 | 0 | 1 | 17 | 4  | 15 |
| 2.   | Řím             | 6 | 4 | 1 | 1 | 12 | 4  | 13 |
| 3.   | Servette        | 6 | 1 | 2 | 3 | 4  | 13 | 5  |
| 4.   | Šeriff Tiraspol | 6 | 0 | 1 | 5 | 5  | 17 | 1  |

### Skupina H
| Poř. | Tým              | Z | V | R | P | VG | OG | B  |
| ---- | ---------------- | - | - | - | - | -- | -- | -- |
| 1.   | Bayer Leverkusen | 6 | 6 | 0 | 0 | 19 | 3  | 18 |
| 2.   | Karabach         | 6 | 3 | 1 | 2 | 7  | 9  | 10 |
| 3.   | Molde            | 6 | 2 | 1 | 3 | 12 | 12 | 7  |
| 4.   | BK Häcken        | 6 | 0 | 0 | 6 | 3  | 17 | 0  |

## Vyřazovací fáze
Vyřazovací fázi Evropské ligy UEFA 2023/2024 hrálo 24 týmů. 8 vítězů skupin, 8 týmů z 2. míst a 8 týmů ze 3. míst základních skupin Ligy mistrů UEFA 2023/2024. Play-off začalo předkolem, kde se proti sobě utkají nasazené a nenasazené týmy. Nasazenými týmy je 8 týmů ze 2. míst skupin Evropské ligy, nenasazenými týmy je 8 klubů ze 3. míst Ligy mistrů UEFA 2023/2024. 
8 vítězů skupin postoupilo automaticky do osmifinále Evropské ligy. Los jednotlivých kol se uskuteční vždy ve švýcarském Nyonu.
Vyřazovací fáze začala losem 18. prosince 2023 a zápasy se hrály od 15. února 2024 do 22. května 2024.

### Týmy

#### Vítězové a druhé týmy skupinové fáze Evropské ligy
| Skupina | Vítězové (postup do osmifinále a nasazení při losování) | Druhé místo (postup do předkola play-off a nasazení při losování) |
| ------- | ------------------------------------------------------- | ----------------------------------------------------------------- |
| A       | West Ham United                                         | SC Freiburg                                                       |
| B       | Brighton & Hove Albion                                  | Marseille                                                         |
| C       | Rangers                                                 | Sparta Praha                                                      |
| D       | Atalanta                                                | Sporting CP                                                       |
| E       | Liverpool                                               | Toulouse                                                          |
| F       | Villarreal                                              | Rennes                                                            |
| G       | Slavia Praha                                            | Řím                                                               |
| H       | Bayer Leverkusen                                        | Karabach                                                          |

#### Třetí týmy skupinové fáze Ligy mistrů
| Skupina | Týmy na třetích místech (postupují do předkola play-off a při losování nejsou nasazeny) |
| ------- | --------------------------------------------------------------------------------------- |
| A       | Galatasaray                                                                             |
| B       | Lens                                                                                    |
| C       | Braga                                                                                   |
| D       | Benfica                                                                                 |
| E       | Feyenoord                                                                               |
| F       | Milán                                                                                   |
| G       | Young Boys                                                                              |
| H       | Šachtar Doněck                                                                          |

### Předkolo play-off
Los osmifinále proběhl 18. prosince 2023 ve 13:00. První zápasy se odehrály  15. února a odvety 22. února 2024.
| Domácí v 1. zápase | Celkem        | Hosté v 1. zápase | 1. zápas | 2. zápas  |
| ------------------ | ------------- | ----------------- | -------- | --------- |
| Feyenoord          | 2 : 2 (2:4 p) | Řím               | 1:1      | 1:1 (pp.) |
| Milán              | 5 : 3         | Rennais           | 3:0      | 2:3       |
| Lens               | 2 : 3         | SC Freiburg       | 0:0      | 2:3 (pp.) |
| Young Boys         | 2 : 4         | Sporting CP       | 1:3      | 1:1       |
| Benfica            | 2 : 1         | Toulouse          | 2:1      | 0:0       |
| Braga              | 5 : 6         | Karabach          | 2:4      | 3:2 (pp.) |
| Galatasaray        | 4 : 6         | Sparta Praha      | 3:2      | 1:4       |
| Šachtar Doněck     | 3 : 5         | Marseille         | 2:2      | 1:3       |

### Osmifinále
Los osmifinále proběhl 23. února 2024 ve 12:00. První zápasy se hrály 7. března a odvety 14. března 2024.
| Domácí v 1. zápase | Celkem | Hosté v 1. zápase      | 1. zápas | 2. zápas |
| ------------------ | ------ | ---------------------- | -------- | -------- |
| Sparta Praha       | 2 : 11 | Liverpool              | 1:5      | 1:6      |
| Řím                | 4 : 1  | Brighton & Hove Albion | 4:0      | 0:1      |
| Marseille          | 5 : 3  | Villarreal             | 4:0      | 1:3      |
| Benfica            | 3 : 2  | Rangers                | 2:2      | 1:0      |
| SC Freiburg        | 1 : 5  | West Ham United        | 1:0      | 0:5      |
| Sporting CP        | 2 : 3  | Atalanta               | 1:1      | 1:2      |
| Milán              | 7 : 3  | Slavia Praha           | 4:2      | 3:1      |
| Karabach           | 4 : 5  | Bayer Leverkusen       | 2:2      | 2:3      |

### Čtvrtfinále
Los čtvrtfinále proběhl 15. března 2024 ve 13:00. První zápasy se budou hrát 11. dubna a odvety 18. dubna 2024.
| Domácí v 1. zápase | Celkem        | Hosté v 1. zápase | 1. zápas | 2. zápas |
| ------------------ | ------------- | ----------------- | -------- | -------- |
| Milán              | 1 : 3         | Řím               | 0:1      | 1:2      |
| Liverpool          | 1 : 3         | Atalanta          | 0:3      | 1:0      |
| Bayer Leverkusen   | 3 : 1         | West Ham United   | 2:0      | 1:1      |
| Benfica            | 2 : 2 (2:4 p) | Marseille         | 2:1      | 0:1 (pp. |

### Semifinále
Los semifinále proběhl 15. března 2024 ve 13:00. První zápasy se budou hrát 2. května a odvety 9. května 2024.
| Domácí v 1. zápase | Celkem | Hosté v 1. zápase | 1. zápas | 2. zápas |
| ------------------ | ------ | ----------------- | -------- | -------- |
| Marseille          | 1 : 4  | Atalanta          | 1:1      | 0:3      |
| Řím                | 2 : 4  | Bayer Leverkusen  | 0:2      | 2:2      |

### Finále
Finále se hrálo 22. května 2024 na stadionu Aviva v Dublinu. Po losování čtvrtfinále a semifinále se ve stejný den uskutečnilo losování, které určilo administrativní domácí tým.
| 22. května 2024 21:00 |        |                  |                                                                     |
| Atalanta              | 3 : 0  | Bayer Leverkusen | Aviva Stadium, Dublin, Irsko diváci: 47 135 rozhodčí: István Kovács |
| Lookman 12', 26', 75' | Report |                  | Aviva Stadium, Dublin, Irsko diváci: 47 135 rozhodčí: István Kovács |